# The Bedroom Window
The Bedroom Window is een Amerikaanse film van Curtis Hanson die werd uitgebracht in 1987. 
Het scenario is gebaseerd op The Witnesses van Anne Holden. 

## Verhaal
Het verhaal speelt zich af in Baltimore. Terry Lambert is een jonge architect die een verhouding heeft met Sylvia, de echtgenote van zijn baas. Op een avond bevinden ze zich samen in het appartement van Terry. Terwijl hij aan het douchen is hoort Sylvia een schreeuw. Ze loopt naar het slaapkamerraam en merkt dat een jonge vrouw aangerand wordt. Ze weigert de politie op de hoogte te brengen want dan moet ze toegeven dat ze 's avonds laat bij Terry was. Zo zou ze haar huwelijk op het spel zetten. Ze vertelt Terry nauwkeurig wat ze gezien heeft. 
Wanneer Terry in de ochtendkrant verneemt dat een jonge vrouw verkracht en vermoord is in zijn buurt besluit hij naar de politie te stappen en te getuigen in Sylvia's plaats. Hij beschrijft wat hij de vorige avond gezien heeft. Hij heeft echter het gelaat van de aanrander niet gezien en is niet in staat de dader uit een rij verdachten aan te duiden.

## Rolverdeling
| Acteur             | Personage                               |
| ------------------ | --------------------------------------- |
| Steve Guttenberg   | Terry Lambert                           |
| Elizabeth McGovern | Denise, de aangerande vrouw             |
| Isabelle Huppert   | Sylvia Wentworth, de minnares van Terry |
| Paul Shenar        | Collin Wentworth, de man van Sylvia     |
| Carl Lumbly        | Quirke                                  |
| Wallace Shawn      | de advocaat van Henderson, de verdachte |
| Frederick Coffin   | detective Jessup                        |
| Robert Schenkkan   | de openbare aanklager                   |